# Ikeda Terumasa
En aquest nom japonès, el cognom és Ikeda.
Ikeda Terumasa (池田輝政, 31 de gener de 1565-16 de març de 1613) fou un samurai i dàimio japonès de principis del període Edo de la història del Japó.

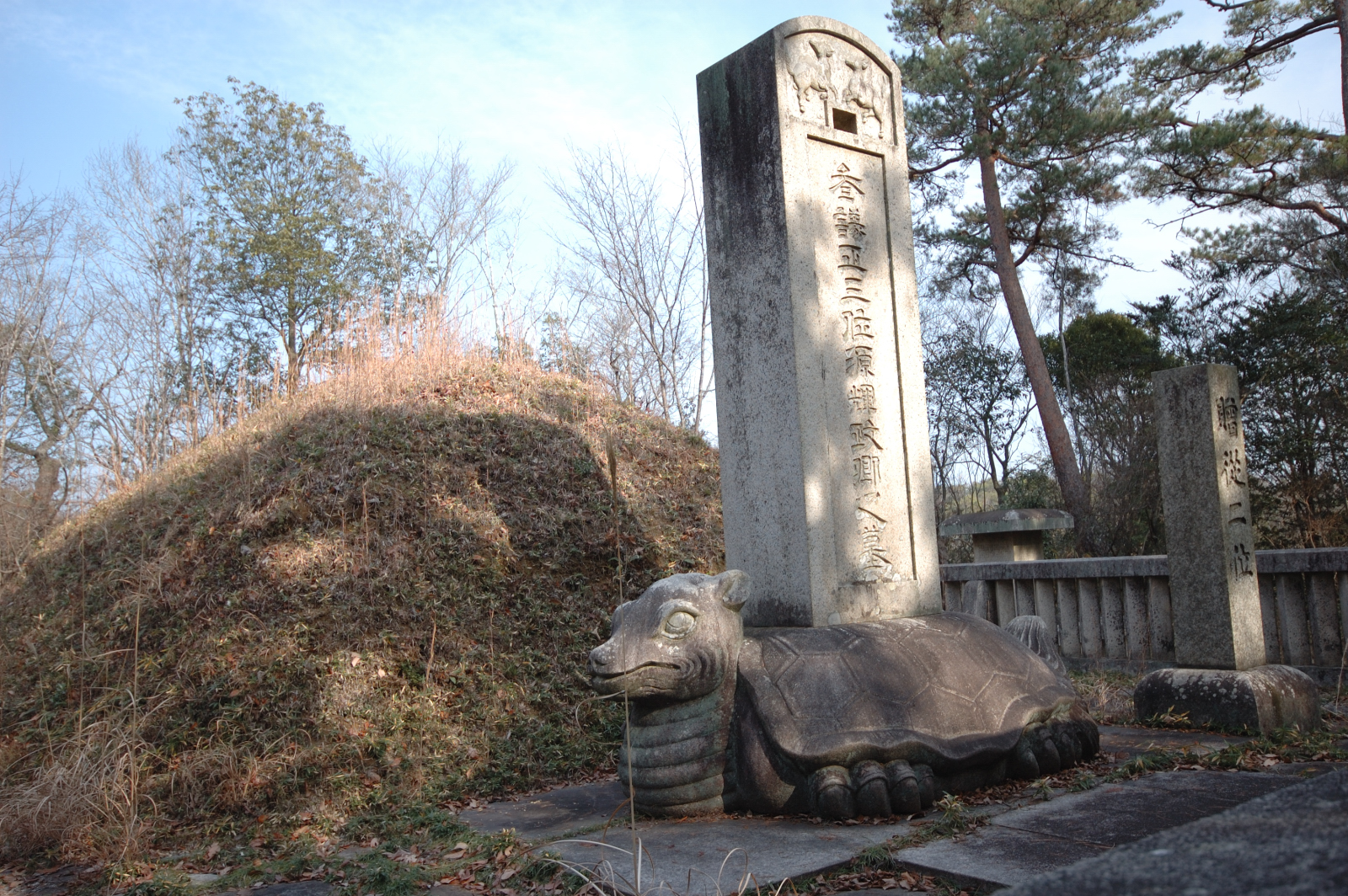
Tomba d'Ikeda Terumasa.

Terumasa estigué present en moltes batalles de finals del període Azuchi-Momoyama i durant la batalla de Sekigahara donà suport al bàndol de Tokugawa Ieyasu en contra de les tropes d'Ishida Mitsunari, pel que rebé com recompensa posteriorment un feu en Himeji.
Terumasa va morir en 1613 